# Desaparición de Patricia Meehan
Patricia Bernadette Meehan (Pittsburgh, Pensilvania; 1 de noviembre de 1951 - desaparecida el 20 de abril de 1989) fue una mujer estadounidense que desapareció a la edad de 37 años tras sufrir un accidente de coche en la carretera estatal 200 del estado de Montana, en las cercanías de la ciudad de Circle. Los investigadores sospecharon inicialmente que Meehan podía haber huido de la escena por miedo o que padeció amnesia como resultado de un trauma en la cabeza. Más de 5 000 presuntos avistamientos de Meehan fueron reportados en los meses y años posteriores a su desaparición, varios de los cuales fueron confirmados por la policía. Sin embargo, ninguno de ellos llevó a su descubrimientoy su caso permanece sin resolver.

## Trasfondo
Meehan, de 37 años, había nacido en Pittsburgh el 1 de noviembre de 1951, hija del matrimonio formado por Dolly y Thomas Meehan, y con un hermano llamado Terry y también una hermana. Meehan asistió a la universidad en Oklahoma City, donde estudió magisterio de educación preescolar. En 1985, abandonó la carrera y se mudó a Bozeman (Montana), donde trabajó en un rancho, citando su amor por los animales como la razón detrás de su cambio de carrera. Meehan había estado trabajando en otras profesiones de forma ocasional además del rancho para mantenerse a sí misma.Sufría de depresión y planeaba regresar a Pensilvania para estar más cerca de sus padres.
La última persona que vio a Meehan antes de su desaparición fue su arrendador, quien notó que su comportamiento estaba fuera de lo común y que ella "parecía hiperactiva".

## Accidente y desaparición
A las 20:15 horas de la tarde del 20 de abril de 1989, Peggy Bueller y su padre viajaban hacia el oeste por la carretera estatal 200 de Montana cerca de Circle, cuando presenciaron un vehículo que se dirigía hacia el este por el lado equivocado de la carretera. Bueller logró girar a tiempo, evitando una colisión frontal, pero el vehículo chocó contra el automóvil que viajaba detrás de ellos, conducido por la oficial de policía Carol Heitz, quien se encontraba fuera de servicio. Heitz salió ilesa del accidente. Al salir de su auto, vio a una mujer rubia salir del otro vehículo colisionado, quien tras caminar hacia ella la miró como si estuviera "mirando a través de ella". Según Heitz, la mujer no habló.
Mientras tanto, Bueller se dirigió rápidamente al auto de Heintz para ver si la mujer estaba bien. Cuando se acercó, vio cómo la mujer rubia saltaba una valla al lado opuesto de la carretera y permanecía inmóvil, observando la escena, "parada allí como una espectadora, no como si le hubiera pasado a ella".
Bueller observó cómo la mujer no identificada permanecía en silencio durante un tiempo antes de caminar hacia un campo vacío, desapareciendo en la noche. Peggy Bueller condujo de inmediato a la ciudad para buscar un teléfono, mientras su padre se quedó con Heitz en la escena del accidente. Cuando llegó la policía, no se encontró a la conductora no identificada del otro vehículo. Pasada media hora, los datos del vehículo dieron a conocer la identidad de Patricia Meehan.

## Investigación inicial
En su búsqueda inmediatamente después del accidente, la policía descubrió un rastro de unas zapatillas de tenis que comenzaban en un campo a apenas un kilómetro de distancia del accidente. Por la impresión de las huellas, se creyó que las pistas apuntaba a que fuese Meehan. Los investigadores siguieron las huellas hasta las 3 de la mañana del 21 de abril, antes de perder la pista y suspender la búsqueda hasta tener más luz.
La familia Meehan llegó a Montana poco después de la desaparición de su hija, y distribuyó más de 2.000 panfletos con sus datos, en el que se la clasificaba como "persona desaparecida" por toda el área. Voluntarios locales registraron las montañas y el terreno circundantes cerca del lugar del accidente a caballo y en un vehículo todoterreno, y la familia Meehan también empleó una búsqueda de helicópteros, que fue en vano. También se registraron minas de carbón abandonadas en el área, pero no se encontraron rastros de Meehan. El lugar del accidente cerca de Circle estaba a casi 650 kilómetros de la casa de Meehan en Bozeman, y ni la policía ni la familia de Meehan podían explicar sus razones para estar tan lejos en aquella área.
Inicialmente, la policía teorizó que Meehan se dio a la fuga primero haciendo autostop, o que se escondió como una polizón en un camión que transportaba heno y que había estacionado muy cerca del lugar del accidente. Según la madre de Meehan, ella había estado experimentando depresión en ese momento y también había estado visitando a un psicólogo, con quien tenía cita para la mañana del 21 de abril. Entre los objetos del vehículo de Meehan, la policía descubrió un rollo de película de cámara, que reveló un autorretrato que había tomado frente a un espejo. Al principio del caso, se sospechaba que Meehan podría haber estado sufriendo de amnesia.

## Investigación posterior
Se llegaron a reportar más de 5.000 supuestos avistamientos de una mujer que respondía a los rasgos de Meehan desde su desaparición.
El 4 de mayo de 1989, un oficial de policía en Luverne (Minnesota), afirmó haber visto a Meehan sentada en un restaurante de Hardee's, una cadena de comida rápida norteamericana. Ella habría estado bebiendo agua sola durante más de cinco horas hasta la hora de cierre del restaurante, luego se dirigió a un restaurante cercano que abría las 24 horas del día. Cuando el oficial la interrogó, ella se negó a dar su nombre y afirmó ser de Colorado y más tarde de Israel. Al día siguiente, el 5 de mayo, se informaron otros dos avistamientos de Meehan: uno en Sioux Falls (Dakota del Sur), donde una camarera afirmó que le había servido café en una estación de descanso para camiones, entre mediodía y la medianoche. El mismo día, otra camarera de un restaurante en Murdo (también Dakota del Sur), informó también de haberla visto, entre las 10 y las 11 de la noche, en compañía de un hombre que parecía tener unos treinta años.
El 19 de mayo de 1989, poco después de su desaparición, otra camarera de un restaurante cerca de la casa de Meehan en Bozeman informó haberla visto allí. Según la camarera, Meehan ordenó y comió el desayuno de manera apresurada, y mencionó que tenía que irse de compras por la mañana. Otra camarera que trabajaba esa misma mañana también vio a Meehan en el restaurante, e informó que parecía estar desorientada y hablando consigo misma. La misma semana, otro avistamiento reportado ocurrió en una subasta de caballos en Billings (Montana).
Más de dos semanas después, el 30 de mayo, una mujer que se parecía a Meehan fue vista por un camionero que pasaba por la carretera interestatal 90 en la zona rural de Washington. El conductor le ofreció llevarla hasta la ciudad, algo que ella rechazó. La misma mujer le dijo a otra automovilista que pasaba que su automóvil se había averiado y que iba a buscar un teléfono. Otro presunto avistamiento de Meehan fue reportado la semana siguiente en Tacoma (Washington), por un empleado del puerto que afirmó haberla visto en una parada de camiones en la Interestatal 5 preguntando cómo llegar a Aberdeen.
Para junio de 1989, se habían reportado más de veinticinco avistamientos de Meehan, tres de los cuales fueron confirmados por la policía. Otros avistamientos reportados fueron recibidos por la policía en todo el noroeste del Pacífico, muchos en paradas de camiones entre Montana y Seattle. La policía creyó que Meehan pudo haber entrado en el estado de Washington, ya que tenía un exnovio en Spokane y su hermana residía en Seattle. Debido a los avistamientos reportados, los padres y el hermano de Meehan viajaron más de 13.000 km. en todo el noroeste con la esperanza de encontrarla. El 27 de junio de 1989, otro presunto avistamiento ocurrió en Great Falls (Montana), una semana después de que supuestamente la hubieran visto en Washington, que luego se confirmó que era una camionera de aspecto similar.
El 30 de agosto de 1990, en la ciudad de Coeur d'Alene, en Idaho, una mujer fue arrestada por tirar basura en la vía pública. La mujer tenía rasgos físicos muy similares a Meehan, y el oficial que la arrestó llegó a creer en un primer momento que era la misma Patricia. El 1 de septiembre, la mujer apareció en un tribunal del condado de Kootenai, donde afirmó ante el juez que era una misionera que viajaba entre Montana y Washington. Aunque el avistamiento reportado fue noticia en The Seattle Times, se confirmó mediante análisis de huellas digitales que la mujer no era Meehan. Hablando con los medios de comunicación, la policía, así como con el exnovio de Meehan, Kurt Fletcher, se llegó a notar que había un "gran parecido" entre las dos y tenía una voz muy similar a la de Meehan.

## Casos relacionados
Otros casos de personas desaparecidas en los que se vio involucrada la presencia de su automóvil abandonado han sido:
- Desaparición de Leah Roberts, en el estado de Washington en (2000).
- Desaparición de Maura Murray, en Nuevo Hampshire en (2004).
- Desaparición de Brianna Maitland, en Vermont en (2004).
- Desaparición de Jennifer Kesse, en Florida (2006).
- Desaparición de Brandon Swanson, en Minnesota, en (2008)
- Desaparición de Tiffany Daniels, en Florida en (2013).